# Honsem (gemeente)
Honsem was een gemeente in de Belgische provincie Brabant. De fusiegemeente ontstond in 1965 door de samenvoeging van vier landbouwgemeenten. In 1977 werd ze na een gemeentelijke herindeling opgeheven. 

## Geschiedenis
De fusiegemeente Honsem werd in 1965 opgericht na de fusie van de landbouwgemeenten Opvelp, Neervelp, Meldert en Willebringen. Over de naamgeving van de nieuwe fusiegemeente was er echter onenigheid en als compromis werd de naam Honsem gekozen. Het kleine gehucht Honsem, gelegen ten zuiden van de dorpskern van Willebringen, lag immers vrij centraal in de nieuwe gemeente.
De nieuwe gemeente was geen lang leven beschoren onder meer omdat een grote dorpskern met groeimogelijkheden ontbrak. In 1977 werd de fusiegemeente opgeheven en opgesplitst over drie nieuwe fusiegemeenten: Meldert werd bij Hoegaarden gevoegd, Opvelp werd bij Bierbeek gevoegd en Neervelp en Willebringen (met het gehucht Honsem) werden bij Boutersem gevoegd.

## Politiek
Burgemeesters
- René Hendrickx (1965-1974), voormalige burgemeester van Meldert[1]
- Georges Olemans (1974-1977)[1]